# Un genio, due compari, un pollo
Un genio, due compari, un pollo (bra: Trinity e Seus Companheiros; prt: Chamavam-lhe Génio) é um filme teuto-franco-italiano de 1975, dos gêneros comédia e faroeste dirigido por Damiano Damiani e Sergio Leone.

## Sinopse
Joe Thanks (Terence Hill) é um vigarista genial. Ele realiza vários esquemas com seus dois amigos: Bill Locomotiva (Robert Charlebois) e sua namorada Lucy (Miou-Miou). Lucy ama os dois homens, e eles por sua vez, disputam seu afeto.
Joe formula um plano extremamente elaborado para roubar 300 mil dólares do major Cabot (Patrick McGoohan), um homem da cavalaria que está tentando roubar os índios. Toda vez que o plano parece estar falhando, Joe tem outro truque na manga. O filme culmina com uma perseguição da diligência e de uma gigantesca explosão.

## Elenco
- Terence Hill - Joe Thanks
- Miou-Miou - Lucy
- Patrick McGoohan - Major Cabot
- Robert Charlebois - Bill Locomotiva
- Klaus Kinski - Doc Foster
- Mario Brega - Krutscher